# 21世紀技能

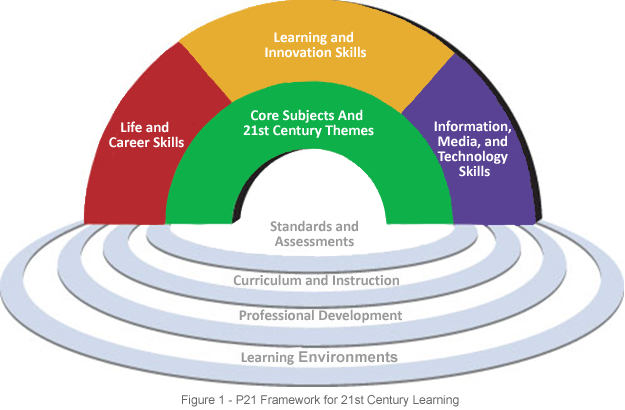
P21的21世紀學習框架

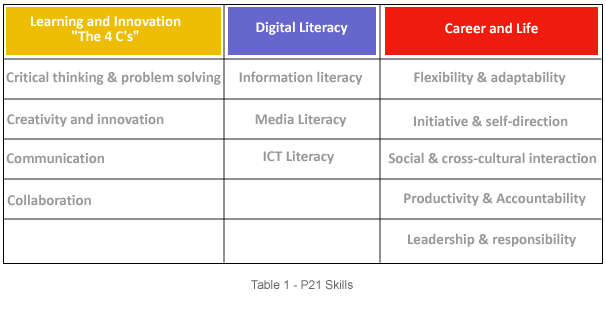
P21技能

21世紀技能是一系列高階的技能、能力以及學習氣質，是一些教育機構、企業領導者、學術及政府機構認為在21世紀社會及工作場合成功所必須的。這是一個正在發展中的國際計劃的一部份，該計劃著重在學生在面對快速變化的數位化社會時，所需要的相關技能。許多技能都和深度學習有關，這需要掌握像分析性推理、複雜問題解決及團隊合作的技巧。這些技巧和傳統學科上的技巧不一樣，主要不是以學科內容知識為基礎。
在二十世紀末以及二十一世紀初，社會在經濟及科技上都出現了快速的變化。這些都對職場有相當的影響，因此教育系統是否可以預備學生面對這些影響也就相當重要。在1980年代起，政府、教育機構以及一些大公司提出了一系列的報告，找出可以導引學生及工作者可以符合工作環境及社會需求的關鍵技能及實施的策略。
目前在工作的人比以往更容易更換他們的工作甚至職涯。嬰兒潮的世代在進入職場時，目標是要謀取一份穩定的工作，但後續的世代更在意的是在工作中找到樂趣及成就感。北美的年輕工作者比以往更常換工作，大約每4.4年會換一次工作。工作的變化也需要不同的技能，那些讓人們可以靈活適應不同的崗位或是職業的技能
。
西方的經濟已經從以工業為基礎轉換為服務經濟，貿易及職業的影響力變的比較小。不過對於對於一些特定技能，以及數位素養（使用數位通訊科技的能力）的需求越來越高。與人互動、協作及管理他人的人際技能越來越重要。而那些可以讓人靈活適應不同崗位及不同領域的能力，和在辦公室或是工廠處理資訊及管理人員（而不是操作設備）相關的能力也越來越重要。這些稱為「應用技能」或是软技能 ，包括個人的、人際的、以學習為基礎的技能，例如生活技能（解決問題的行為）、人際技能及社交技巧。這些技能分為三個主要領域：
- 學習及創新技能：批判性思考及問題解決、溝通及合作、創造力及創新。
- 數位素養技能：資訊素養、媒體素養、信息及通信技术（ICT）素養。
- 職業及生活技能：靈活及可變性、主動及自我引導、社會及跨文化互動、生產力及當責。

其中許多特質都是十九世紀起提出的进步主义教育中的重要特質。